# Stolnica svetega Marka, Benetke
Stolnica svetega Marka (italijansko Basilica di San Marco) v Benetkah v Italiji je stolnica Nadškofije Benetke in bazilika. Do leta 1797 je bila osrednje svetišče Beneške republike. Stolnica je postala leta 1807, trenutni patriarh (uradni naziv nadškofa) je Francesco Moraglia. Stoji na trgu svetega Marka (Piazza San Marco) v četrti (sestiere) San Marco.

## Zgodovina
Prva cerkev posvečena svetemu Marku je bila 828 podarjena in zgrajena v letih 829-832 kot kapela Doževe palače pod dožem Giovannijem I. Participaziom , za namestitev leta 828 iz grobnice v Aleksandriji ukradene relikvije svetega Marka Evangelista , ki so nadomestile sv. Teodorja kot svetnika mesta Benetke. Tako je bilo znamenje neodvisnosti od Bizanca tudi sprememba mestnega zavetnika.
Leta 976 je bila cerkev in 200 hiš uničenih v požaru, ki so ga zanetili uporniki. V istem letu se je začela pod dožem Pietrom I. Orseolom rekonstrukcija druge cerkve. Sedanja Bazilika svetega Marka je bila zgrajena med letoma 1063 - 1094 kot ustanova doža Domenica Contarinija. Legenda pravi, da so bili ostanki sv. Marka najdeni po čudežu 25. junija 1094. Ta dan je praznik Inventio Sancti Marci.

## Arhitektura
Arhitektura Bazilike Sv. Marka je oblika bizantinske arhitekture: ima tloris grškega križa (76,5 m dolga in 62,6 m široka). Zahodni krak je širši in daljši. Nad križanjem ladij in nad stranskimi ladjami so kupole (45 m) in je obokana. Osrednja in zahodni kupoli sta večji od preostalih treh. Tesna povezava Benetk z Bizancem je pomenila, da so na gradbenih delih delali predvsem bizantinski umetniki po bizantinskih vzorih. Tak vzor bi lahko bila Justinijanova apostolska cerkev v Konstantinoplu (536-546). Sv. Marko sicer sledi konstrukciji vzora, vendar je bolj dostojanstven kot izvirnik. Sv. Marko je prinesel arhitekturne ideje velikih kupol v osrednji strukturi v Italijo in postal vzor za veliko poznejše velike kupole Bramanteja in Michelangela. Stavbe so v 13. stoletju še vedno uporabljale bizantinski slog, v 14. stoletju pa gotskega.
Da bi prišli iz Markovega trga v baziliko, morate iti po stopnicah. To znižanje tal, ki sedaj znaša 23 cm, ne vpliva le na Baziliko sv. Marka, ampak na vse stare dele mesta Benetke. 

### Fasada
Razdeljena v dve nadstropji, glavna fasada predstavlja upravičenost Bazilike sv. Marka kot državne cerkve v Benetkah in je tudi znak zmagoslavja nad Konstantinoplom v križarski vojni leta 1204.
Spodnji del fasade je razdeljen na pet portalov, z mozaikom okrašenimi loki in omotani z večbarvnimi marmornimi stebri, ki se odpirajo v narteks skozi bronasta vrata. V vrhnji etaži so ustrezni loki, od katerih imajo štirje tudi mozaični okras. Mozaiki nad vrati preko štirih stranskih portalov prikazujejo legendo o reševanju in repatriaciji posmrtnih ostankov sv. Marka v baziliko. Severni portal je najstarejši in je iz 13. stoletja, Porta Sant'Alipio, na katerega je najlepši pogled na Baziliko svetega Marka. V srednjem portalu od petih, je prikazana Poslednja sodba, delo Lattanzia Querenasa (1836). Arhivolti v tem srednjem portalu so rezbarije iz 13. stoletja in prikazujejo beneške cehe, dvanajst znakov mesecev in alegorije vrline. Štirje zgornji stranski loki so okronani z listjem in kipi prerokov. Na konicah loka stojijo zavetniki mesta Benetk: Konstantin in Demetrij ter Marko (1420), Jurij in Teodor.
V osrednjem timpanonu, večjem loku pod kipom sv. Marka, je zlati relief dostojanstvenega krilatega leva svetega Marka, simbola Republike, ki drži knjigo z vsebino Pax Tibi Marce Evangelista Meus.
Vtis fasade je nadalje določen z bogato dekoracijo iz marmorja, nešteto antičnimi stebri iz marmorja, porfirja, jaspisa, serpentina in alabastra in številne skulpture iz različnih obdobij. 2600, pogosto antičnih stebrov, so kot plen v veliki meri zbrali na osvajanjih (na primer iz Bizanca v križarski vojni 1204) in jih ponovno uporabili v Sv. Marku. Običajno nimajo podporne funkcije, temveč služijo kot okras in kot simbol moči Benetk; tako akritanski stebri pred južnim portalom izvirajo iz bazilike Polyeuktos.
V bizantinskem slogu je narejen med letoma 1231-1253 severni predprostor, ki (dolg 62 m, širok 6 m, 7,35 m visok) je obokan z osmimi manjšimi kupolami.

### Konji svetega Marka
Na galeriji v zgornjem delu je kopijo znamenite antične štirivprege iz pozlačenega brona, ki je bila tako kot številni stebri in kipi ukradena leta 1204 v Konstantinoplu. Štirje konji sv. Marka nad ložo svetega Marka, prej del kvadrige, so starodavna štirivprega, ki je bila postavljena leta 1254. Po obnovitvi in preiskavah v letu 1960  je bila predana v Museo Marciano in zamenjana na fasadi s kopijo. Kvadriga je bila narejena v začetku 1. stoletja. Izvor ni čisto jasen ali je iz Rima, Grčije ali Aleksandrije. Naj bi bila prvotno na slavoloku cesarja Nerona v Rimu. Cesar Konstantin Veliki naj bi jo odpeljal v Konstantinopel, kjer je bila postavljena na hipodromu in leta 1204, v četrti križarski vojni, po osvojitvi Konstantinopla, kot vojna trofeja prepeljana v Benetke.
Med obnovo konjev so opazili, da je bila zlata prevleka 1,60 metra širokih in 875 kg težkih kipov narejena stoletja nazaj, tako da se konji v soncu niso preveč bleščali in dajali realističen vtis. Ugotovljeno je bilo tudi, da kvadriga ni bila iz običajnega brona, kot so verjeli stoletja, ampak skoraj v celoti iz bakra, ki je dejansko veliko težje taljiv od brona, vendar se ga enostavno pozlati. Vsaka figura je bila narejena iz dveh delov, stik pa zakrit.
V Benetkah so bili konji prvih nekaj desetletij pred Arsenalom in bi jih skoraj stalili, ko so se ovedli pomena in jih prinesli na fasado Bazilike svetega Marka. Leta 1798 je Napoleon odredil štiri konje in številne druge umetnostne zaklade Evrope prenesti v Pariz v Louvre, a so se vrnili po Dunajskem kongresu leta 1815.

## Notranjost
Notranjost cerkve je razdeljena s štirimi masivnimi oporniki in šestimi stebri v tri ladje. Na opornikih počiva pet kupol. Križanje ladij ustvarja kvadrat. Prehod med spodnjim in zgornjim registrom je omejen vzdolž cele bazilike s prehodi, ki so v glavnem zamenjali prejšnje galerije.
Prostorski učinek je impresiven: medtem ko so tla polna okrasnih marmornih mozaikov (geometrijskih in živalskih vzorcev) in stene v spodnjem delu obložene s ploščami iz marmorja vseh vrst, so zgornji deli sten, kakor tudi celoten strop prekriti z mozaiki na zlati podlagi. Uporabljene tehnike so opus sectile in opus tessellatum.
Celotna notranjost sv. Marka je pomembna za čas mozaične umetnosti na Zahodu. Mozaiki na zlatem ozadju prispevajo, da je stolnica dobila ime »Zlata bazilika«. Z delom so začeli v času doža Domenica Selva (1071-1084). Večina mozaikov je bila zgrajena v 13. stoletju. Nekateri so bili - predvsem na fasadi - zamenjani v 16. in 18. stoletju in temeljijo na modelih iz šol Tiziana in Tintoretta. Mozaiki pokrivajo več kot 8000 kvadratnih metrov in s tem tvorijo enega največjih strnjenih mozaičnih del po vsem svetu. (Ruska pravoslavna "Cerkev vseh svetih" v Sankt Peterburgu ima skupno površino 7000 kvadratnih mozaikov). Vsi mozaiki skupaj pokrivajo površino 4240 m².
Glavni gradbeni material bazilike sv. Marka je opeka. Uporabljeni sta bili tudi ena ali dve vrsti cementa. Na mokri omet so bile nanesene barve za predlagane scene, nato pa vanje potisnjeni posamezni mozaični kamni do dveh tretjin višine v malti. Uporabljali so kamne iz barvnega stekla, namesto pisanih kamnov kot v antiki. Tudi zlata in srebrna sta združeni v brezbarvnem steklu. Pogosto so uporabili različne kote, tako da je lahko igra svetlobe postala bolj živa.

### Prezbiterij
Vzhodni krak ima povišan prezbiterij s kripto pod njim. Prezbiterij je ločen z ikonostasom: oblikuje ga osem rdečih stebrov okronanih z visokim razpelom in kipi Piera Paola in Jacobella Dalle Masegna, remek dela gotskega kiparstva (pozno 14. st.). Na desni je ambon s katerega se je oglašal novoizvoljeni dož. Za ikonostasom so marmorna stojala s Sansovinovimi bronastimi kipi Evangelista in Paliarijevimi Štirimi doktorji, ki označujejo pristop k oltarju, ki vsebuje relikvije sv. Marka. Nad oltarjem je nadstrešnica (ciborij) na stebrih okrašenih z izjemnimi reliefi: oltarna stena je slavna Pala d'Oro (Zlatna pala), remek delo bizantskega mojstrstva, izvirno oblikovana za oltar. Korna pregrada ima vložke fra Sebastiana Schiavoneja, nad njimi na obeh straneh so trije Sansovinovi reliefi. Za prezbiterijem je zakristija in cerkev iz 15. stoletja posvečena sv. Teodorju (prvemu svetniku zaščitniku Benetk), kjer je tudi slika Giovannija Battiste Tiepola

### Desni transept
V desnem transeptu je kapelica sv. Klemena in tempelj. Tukaj se nahaja steber, kjer so ponovno odkrili relikvije sv. Marka leta 1094, kot je prikazano na zanimivem mozaiku v desni ladji (kjer je vhod v zakladnico sv. Marka).

### Levi transept
Levo od ikonostasa je ambon za branje Svetega pisma. V transeptu pa kapelica sv. Petra in Marija Nicopeja, spoštovana bizantinska ikona. Na severni strani se nahaja kapelica sv. Izidorja in Mascolijeva kapelica.

## Mozaiki
Vsebina mozaikov v San Marcu kaže celotno zgodovino Odrešenja krščanstva in je prikazana v politični samo-predstavitvi Serenissime. Kljub številnim preurejanjem v vseh stoletjih, so originalne vsebine slik verjetno v bistvu ohranjene.
Mozaik v apsidi prikazuje (obnovljena) Kristusa Pantokratorja, ki v roki drži knjigo. Sedi na prestolu. Ob njem s sklonjenimi glavami stojita Marija in Sveti Marko in pod njim sveti zavetniki mesta, ki še vedno spadajo v prvi cikel iz časa Domenica Selvosa, od katerih so v cerkvi svetega Marka relikvije, glede na napis: Nikolaj, Peter, Marko, Mohor.
Na vzhodu, preko kora, je kupola preroka. Od tod dalje je prikazana zgodovina zveličanja in odrešenja. Osrednja kupola, kupola Marijinega vnebovzetja iz druge polovice 12. stoletja, kaže vstalega Kristusa v zvezdicami in avro svetlobe in štiri angele. Pod Kristusom je Marija, ki jo obdajata nadangela Gabriel (?) in Mihael, v krogu dvanajstih apostolov. Med kupolnimi okni so alegorične figure, vključno kardinalne vrline. V kupoli so štirje evangelisti in štiri rajske reke.
Zahodna Binkoštna kupola s Svetim Duhom v kroni, ki pošilja žarke proti dvanajstim apostolom. Pod apostoli so različni ljudje, oblečeni v različna oblačila, ki so začudeni, ko slišijo govoriti apostole, štirje angeli opazujejo dogajanje. Prav tako je bila narejena v zadnji tretjini 12. stoletja.
V obeh transeptih so posebej pomembne epizode iz življenja apostolov. V levem so bili mozaiki obnovljeni v 16. in 17. stoletju, na desni strani so še vedno izvirni iz 12. in 13. stoletja.
Narteks je opremljen z mozaiki iz 13. stoletja. Kažejo prizore iz Geneze od stvarjenja do bega iz Egipta. Prizori so razdeljeni na 26 delov s svetopisemskim besedilom v latinščini nad njimi.
Krstilnica sv. Marka v južnem delu preddverja in je bila v 14. stoletju bogato okrašena z mozaiki. Glede na funkcijo prostora je prikazana zgodba o Janezu Krstniku. 

## Oprema
Eden od najbolj znanih kosov opreme cerkve je oltar, tako imenovan Pala d'Oro, ki je danes shranjena v cerkvenem muzeju. Na Pali so prikazani tudi dogodki iz Kristusovega življenja, med ostalimi Križanje in priprava na poslednjo sodbo. Pala d'Oro je bila tekom stoletij izpopolnjevana, končno obliko pa je dobila v 14. stoletju. Pred korom je ikonostas s figurami apostolov, Marijo, Janezom in razpelo Dalle Masegna iz leta 1394. Levo od ikonostasa je dvojna prižnica iz 14. stoletja, ki je sestavljena iz različnih materialov.

## Glasba v San Marcu
Bazilika sv. Marka je bila dolgo časa ena glavnih glasbenih ustanov v Benetkah, katere vpliv je bilo čutiti po vsej Evropi. Aktivni kot skladatelji so bili med drugimi Adrian Willaert, Cypriano de Rore, Gioseffo Zarlino, Andrea Gabrieli, Giovanni Gabrieli, Giovanni Croce, Claudio Monteverdi, Francesco Cavalli. Prostrana notranjost cerkve s številnimi nadvišanji, je bila inspiracija za razvoj beneškega večzbornega (polikornega) sloga med skladatelji, ki je postavljal maestro di cappella v sv. Marku.
Sedanje orgle so bile zgrajene leta 1909, delo Mascioni (Azzio, Varese, Italija). Instrument ima dva manuala in pedal ter 12 registrov.

## Tetrarhi
Na vogalu Bazilike na Porta della Carta stoji, leta 1204 prinesen iz Bizanca, Portret štirih tetrarhov. Izvirajo iz okoli leta 300. To je skulptura iz porfirja rimskega cesarja Dioklecijana in njegovih sovladarjev Maksimijana, Konstantina Klora in Galerija. Kipi iz časa vladavine štirih cesarjev, tetrarhov (293-313) so bili večkrat prestavljeni. Stopalo, ki manjka na eni figuri je bilo odkrito leta 1963 v Carigradu, ob priliki izkopavanj pod okriljem Deutschen Archäologischen Instituts. Fragment je v lasti carigrajskega Arheološkega muzeja in je na ogled javnosti.
Ta skupina ni pomembna le zaradi svoje redkosti. Tukaj vidimo v zgodovini pozno antičnega kiparstva temeljno spremembo v pojmovanju portreta vladarja in sicer spremembo od namere prikazati veličastnost, do nove vrste prikaza ponotranjenja. To odpira pot zgodnji krščanski in bizantinski umetnosti. Figure so očitno pod vplivom orientalskega sloga, ki je bil usmerjen v frontalnost.

## Zvonik Svetega Marka
98,6 metra visok  Campanile (zvonik) Sv. Marka se imenuje po benečansko Paron di casa, gospodar hiše. Njegova današnja podoba je bila sicer zgrajena 1511-1514, toda kar je videl danes ni več original iz tistega časa.
Zaradi poskusa namestitve dvigala, se je Campanile 14. julija 1902 ob 09:55 uri porušil brez človeških žrtev ali poškodb in ne da bi poškodoval sosednje stavbe - z izjemo Loggette, ki je bila popolnoma uničena. Predhodno so se pokazale nevarne razpoke v zidu, tako da so bili opozorjeni.
Campanile so nato rekonstruirali v letih 1903-1912 s starimi kamni. Nanj se lahko povzpne s pomočjo dvigala. V zgornjem nadstropju visi pet starih bronastih zvonov.

## Loggetta
Arhitektonski biser je tudi Loggetta, mala loža ob vznožju Campanile. Zgrajena je bila 1537-1549, delo Jacopa Sansovina, vélikega mojstra visoke renesanse v Benetkah, ki je veliko gradil v mestu. Sansovino je odgovoren za sedanji Trg svetega Marka. Arhitektura renesanse v Benetkah ima pogosto bolj dekorativen značaj, za razliko od Firenc, in ni tako ostra in huda, kot je Brunelleschijeva.
Ta objekt je bil prvotno namenjen beneškim patricijem za sestanke, po tem pa za gardo, ki je ščitila zasedanje Velikega sveta.
S stebri in loki je razdeljena v tri enote. Med stebri so štiri niše s štirimi bronastimi kipi; Minerve, Merkurja, Apolona in Mira. Nad tremi lunetami je friz s tremi marmornimi bas-reliefi, ki simbolno prikazujejo moč in politično spretnost Beneške republike. Na teh reliefih so alegorije Krete (Jupiter), Benet (Minerva) in Cipra (Venera). Leta 1663 je bila dograjena terasa z marmorno balustrado.
Predvsem dekorativna je v primerjavi z glavno fasado ožja stran Loggette, ki je značilna za beneško arhitekturo: rafinirana in zelo usklajena kompilacija različnih oblik. Glavni venec na sprednji strani je tukaj razdeljen z odprtino loka, ki jo spremljajo manjše pravokotne odprtine, nekatere pa polkrožne. Ta triada skupaj z velikim polkrogom, tvori plašč krožne oblike preko centralnih vrat. Takšne ločne strukture bodo prikazane na zasebnih palačah znova in znova. So beneška tradicija, vendar povezana z bizantinsko arhitekturo in prilagojena v nekaterih primerih zelo dobro z novo idealno renesanso.